# Billet de 10 000 pesos colombiens
Recto
Le billet de 10 000 pesos colombiens (10 000 $) est un des billets de banque en circulation en Colombie. La seconde version, en circulation depuis le 30 novembre 1995, mesure 140 sur 70 millimètres et a pour couleurs principales différentes teintes de rouge et de marron. L'héroïne de la résistance colombienne face à la reconquête espagnole de la Nouvelle-Grenade, Policarpa Salavarrieta, y est représentée sur le recto tandis que le verso montre la place de Guaduas. Une nouvelle série, en circulation depuis le 7 septembre 2016, représente l'anthropologue colombienne Virginia Gutiérrez de Pineda. Les deux séries cohabitent actuellement, la Banque de la République de Colombie procédant au retrait progressif des billets représentant Policarpa Salavarrieta de la circulation.
Il possède de nombreuses caractéristiques de sécurité telles qu'un filigrane, de l'encre ultra-violette, une bande holographique et des micro-impressions, qui certifient de son authenticité.

## Histoire
Jusqu'en 1870, il n'existe pas de banque en Colombie, l'Église et les principaux commerçants dominant alors le marché du crédit. Des monnaies en or, argent, nickel et cuivre circulent mais aucun billet n'est encore émis par le système monétaire encore peu développé de ce pays. La Banque de Bogotá (Banco de Bogotá) est la première banque privée à être fondée en 1870 en Colombie. À partir de 1871, en vertu de la loi 35 de 1865, des billets émis jusqu'en 1886 par trente-six banques privées commencent à coexister avec la monnaie métallique et sont rachetables par cette dernière. En 1886, le président de la Colombie, Rafael Núñez, établit le cours forcé du billet de la Banque Nationale (Banco Nacional) fondée en 1880, mettant fin à l'émission de papier-monnaie par les banques privées sur le long terme. Le décret no 260 de 1885 suspend la convertibilité des billets en monnaie métallique. La loi no 87 de 1886 prescrit le caractère de monnaie légale de la République au billet de la Banque Nationale qui devient obligatoire pour le paiement des revenus et contributions publiques, tout comme dans les transactions entre particuliers. Par ailleurs, il est dorénavant interdit de stipuler tout autre espèce monétaire dans les contrats.
À la suite de sa création en 1923, la Banque de la République (Banco de la Republica) est instituée comme étant la banque des banques et la seule à pouvoir émettre de la monnaie. Ainsi, entre 1923 et 1931, des coupures de 1, 2, 5, 10, 20, 50, 100 et 500 pesos entrent en circulation. Ces billets sont échangeables en or et en dollars. Après la crise mondiale des années 1930, ils cessent d'être convertibles en or et circulent en tant que moyen légal de paiement jusqu'au milieu des années 1970 où ils sont remplacés par des pièces de monnaie en cuivre et en nickel de valeur équivalente. Ces pièces sont fabriquées jusqu'en 1991 par le Trésor Général de la Nation et non par la Banque de la République. À compter de 1991, cette dernière émet la monnaie métallique, mettant un terme à la dichotomie dans l'émission monétaire en Colombie.

## Éléments graphiques

### Première série (1992-1994)
Le design de ce billet de 10 000 pesos colombiens a été réalisé par Liliana Ponce de León. Il a été sélectionné à l'issue d'un concours regroupant divers artistes nationaux, dans le but de célébrer le cinquième centenaire de la découverte de l'Amérique. Il fait partie de ce que la Banque de la République de Colombie appelle la nueva familia de billetes (en français : nouvelle famille de billets), qui comprend également les billets de 100 pesos (qui rend hommage à Nariño), 200 pesos (Expédition botanique), 500 pesos (Santander), 1 000 pesos (Bolívar), 2 000 pesos (Bolívar) et 5 000 pesos (Núñez).
Ce billet, qui mesure 140 sur 70 millimètres, est mis en circulation pour la première fois le 16 mars 1992[réf. nécessaire]. Sur le recto, une indienne Emberá du département du Chocó est représentée habillée et peinte de manière traditionnelle. De plus, un poporo quimbaya anthropomorphique, qui fait partie d'un ensemble funéraire de douze pièces appartenant au Musée de l'or, figure à droite du billet. Au centre du billet, dans un médaillon, deux caravelles sont reproduites à partir d'une gravure italienne de 1493. Le médaillon est bordé par un dessin géométrique inspiré des motifs graphiques de la Tumba de los siete nichos, un site archéologique précolombien situé à Tierradentro.
Le verso montre la carte de 1507 de Martin Waldseemüller ainsi que différents oiseaux de la faune colombienne,.

### Deuxième série (1995-2016)
Ce billet de 10 000 pesos mesure 140 millimètres sur 70 millimètres. Il rend hommage à Policarpa Salavarrieta, une héroïne de l'indépendance en Colombie. Son design est réalisé à partir de deux œuvres du XIXe siècle. Sur le recto, le design s'appuie sur un portrait à l'huile réalisé par José María Espinosa en 1855 représentant Salavarietta. Elle y apparaît, jeune, vêtue d'un chemisier sous une veste. L'orientation du portrait sur le billet est néanmoins inversée par rapport à l'œuvre originelle d'Espinosa.
Le verso du billet reprend une partie d'une aquarelle panoramique réalisée par le diplomate anglais Edward Walhouse Mark qui a vécu en Colombie entre 1843 et 1856. Il représente la place de Guaduas, la municipalité dont est originaire Policarpa Salavarrieta.

### Troisième série (depuis 2016)
Le billet de 10 000 pesos de cette nouvelle série, dont la couleur prédominante est le rouge, mesure 138 millimètres sur 66 millimètres.
Sur le recto est représentée l'anthropologue Virginia Gutiérrez de Pineda, qui a travaillé à l'étude de la société colombienne et en particulier de la place de la femme dans la société. Est reproduit un extrait de son livre "Famille et culture en Colombie". Une grenouille arboricole est imprimée sous forme d'une pastille holographique. Au verso est représenté l'écosystème amazonien, avec notamment un caïman, un fleuve qui se transforme en serpent, et un homme naviguant sur une pirogue.

## Production et stockage
Entre 1960 et 2015, sur 24 965,01 millions de billets produits par la Banque de la République de Colombie, 2 723,90 millions sont des billets de 10 000 pesos colombiens.
| 1993 | 1994   | 1995  | 1996   | 1997   | 1998   |
| ---- | ------ | ----- | ------ | ------ | ------ |
| 69   | 123,05 | 32,50 | 100,45 | 103,50 | 179,15 |

| 1999   | 2000  | 2001 | 2002 | 2003 | 2004 |
| ------ | ----- | ---- | ---- | ---- | ---- |
| 214,20 | 50,65 | 88   | 107  | 185  | 63,4 |

| 2005 | 2006 | 2007 | 2008   | 2009   | 2010   |
| ---- | ---- | ---- | ------ | ------ | ------ |
| 33,9 | 95   | 135  | 145,60 | 105,50 | 148,90 |

| 2011   | 2012   | 2013   | 2014   | 2015   | 2016 |
| ------ | ------ | ------ | ------ | ------ | ---- |
| 145,30 | 143,40 | 165,40 | 180,40 | 109,60 |      |

## Émission et circulation
Depuis 1987, la Banque de la République utilise le système métrique décimal comme modèle d'émission pour sa monnaie. Développé par L.C. Payne et H.M. Morgan en Angleterre, il a été adapté à la Colombie. Son objectif premier est d'anticiper la production de billets afin de maintenir les stocks d'argent nécessaires pour satisfaire à la demande de l'économie et de disposer de réserves de sécurité pour couvrir les éventuelles défaillances de l'offre. Afin d'avoir les plus faibles coûts possibles, cet établissement bancaire doit également projeter les dates où il est nécessaire d'introduire de nouvelles dénominations sur les billets ou de les remplacer par de la monnaie métallique.
| 2006         | 2007         | 2008         | 2009         | 2010        |
| ------------ | ------------ | ------------ | ------------ | ----------- |
| 1 988 704,61 | 2 043 803,11 | 1 932 536,07 | 1 939 593,99 | 2 078 032,5 |

| 2011         | 2012         | 2013        | 2014         | 2015         |
| ------------ | ------------ | ----------- | ------------ | ------------ |
| 2 084 506,05 | 2 221 595,87 | 2 579 021,9 | 2 959 636,89 | 3 200 178,34 |

## Contrefaçon
Le directeur de la Banque de la République de Colombie, José Darío Uribe, lance la campagne Billetes y monedas: valor y arte (Billets et pièces : valeur et art) en 2010 afin que les citoyens puissent repérer les contrefaçons. Grâce à une série d'ateliers, les caissiers, les commerçants, les chauffeurs du service public et, de façon générale, toutes les personnes pouvant être exposées à la réception de la fausse monnaie sont ainsi formés pour reconnaître les faux-billets. À l'issue de cette formation, ils reçoivent comme certificat une décalcomanie à afficher dans leur boutique et sur leurs caisses enregistreuses afin de faire fuir les éventuels trafiquants de fausse monnaie. Selon José Darío Uribe, « les différentes campagnes éducatives que la Banque de la République a réalisées ont permis réduire le nombre de falsifications de billets en Colombie ». La Banque de la République recommande de reconnaître les faux-billets par la méthode simple de "Toucher, regarder et incliner" (Tocar, mirar y girar).
En 2010, la Banque de la République de Colombie estime que, pour un million de billets authentiques en circulation, toutes valeurs confondues, 45 sont des faux,. En juin 2016, à Medellín, la police colombienne démantèle deux ateliers clandestins qui fabriquent des faux-billets de 5 000, 10 000, 20 000 et 50 000 pesos. À cette occasion, elle réalise la plus grosse saisie de fausse-monnaie de l'histoire du pays, pour un total de 35 000 millions de pesos.

## Éditions
| no | Éditions           | Mises en circulation | Modifications par rapport à l'édition antérieure (autres que la date d'édition) | Ref.   |
| -- | ------------------ | -------------------- | --- | ------ |
| 1  |                    |                      | |        |
| 2  |                    |                      | |        |
| 3  |                    |                      | |        |
| 4  |                    |                      | |        |
| 5  |                    |                      | |        |
| 6  |                    |                      | |        |
| 7  |                    |                      | |        |
| 8  |                    |                      | |        |
| 9  |                    |                      | |        |
| 10 |                    |                      | |        |
| 11 |                    |                      | |        |
| 12 |                    |                      | |        |
| 13 |                    |                      | |        |
| 14 |                    |                      | |        |
| 15 |                    |                      | |        |
| 16 |                    |                      | |        |
| 17 | 9 juin 2003        |                      | |        |
| 18 | 21 février 2004    | 3 novembre 2006      | | [ 17 ] |
| 19 | 16 novembre 2006   | 17 septembre 2007    | Les paillettes iridescentes sont remplacées par des fibrilles multicolores visibles non fluorescentes et invisibles fluorescentes.                                                                                                   | [ 17 ] |
| 20 | 17 novembre 2006   | 16 août 2008         | | [ 17 ] |
| 21 | 19 août 2007       | 6 avril 2009         | | [ 17 ] |
| 22 | 20 août 2007       | 18 décembre 2009     | | [ 17 ] |
| 23 | 1er septembre 2008 | 10 septembre 2010    | | [ 17 ] |
| 24 | 22 août 2009       | 13 juin 2011         | Le chiffre 10 est rajouté en braille pour les personnes aveugles au centre du côté gauche sur le recto. | [ 17 ] |
| 25 | 2 août 2010        | 26 décembre 2011     | | [ 18 ] |
| 26 | 3 août 2010        | 2 novembre 2012      | | [ 18 ] |
| 27 | 4 août 2010        | 14 juin 2013         | | [ 18 ] |
| 28 | 25 août 2011       | 2 octobre 2013       | La signature du président de la Banque de la République de Colombie, José Darío Uribe Escobar, est toujours présente. Celle de Gerardo Hernández Correa est remplacée par celle du nouveau directeur exécutif, José Tolosa Buitrago. | [ 18 ] |
| 29 | 21 août 2012       | 2 mai 2014           | | [ 18 ] |
| 30 | 22 août 2012       | 22 octobre 2014      | | [ 19 ] |
| 31 | 3 septembre 2013   | 5 décembre 2014      | | [ 19 ] |
| 32 | 4 septembre 2013   | 4 décembre 2015      | | [ 19 ] |
| 33 | 19 août 2015       | 7 décembre 2016      | Il s'agit de la première édition des billets de 10 000 pesos de la troisième série. | [ 8 ]  |